# Jorge Hourton
Jorge María Hourton Poisson (Saubusse, Francia, 27 de mayo de 1926 - Santiago de Chile, 5 de diciembre de 2011) fue un obispo franco-chileno, que ocupó el cargo de auxiliar en Temuco y Puerto Montt (1969-1970; allí fue también administrador apostólico de 1970 a 1974); lo fue asimismo de los cardenales Raúl Silva Henríquez en la Arquidiócesis de Santiago.

## Biografía
Hijo de Bernardo Hourton y Juana Poisson, nació en 1926 Francia, pero fue en Chile donde hizo su carrera religiosa: ingresó al Seminario de Santiago y posteriormente estudió Teología en la facultad correspondiente de la Universidad Católica, donde se licenció en esta especialidad; además, tiene un doctorado en Filosofía. 
Fue ordenado sacerdote por el entonces arzobispo de Santiago cardenal José María Caro en la catedral metropolitana el 24 de septiembre de 1949. Paralelamente a desarrollar su ministerio sacerdotal, enseñó su alma máter y en el Seminario, del que fue nombardo rector en 1967.
El 15 de febrero de 1969 el papa Pablo VI lo designó obispo titular de Materiana y auxiliar de monseñor Alberto Rencoret Donoso, arzobispo de Puerto Montt. Fue consagrado el 20 de abril de ese año en el templo parroquial La Estampa por Rencoret y actuaron como co-consagrantes Emilio Tagle Covarrubias, arzobispo de Valparaíso, y Carlos González Cruchaga, obispo de Talca. Tomó como lema episcopal Evangelizare pauperibus. 
En mayo de 1970 fue designado administrador apostólico de Puerto Montt, sede vacante, cargo que ejerció desde 1970 hasta 1974. Hizo una visita ad limina apostolorum en 1974.
Pablo VI lo designó obispo auxiliar del cardenal Raúl Silva Henríquez en la Arquidiócesis de Santiago el 18 de febrero de 1974, calidad en la que siguió bajó los cardenales Juan Francisco Fresno y Carlos Oviedo Cavada. Fue vicario episcopal zonal de Santiago desde 1974 a 1987.
En 1991 fue nombrado vicario pastoral de la Diócesis de Temuco y rector de la Universidad Católica de esa ciudad (donde enseñó fundamentos filosóficos del derecho entre 1997 y 2000). Al año siguiente Juan Pablo II lo designó obispo auxiliar del titular de Temuco, Sergio Contreras.  
Monseñor Hourton falleció pasadas las 21:00 del 5 de diciembre de 2011